# Élisabeth de Danemark
Ne doit pas être confondu avec Élisabeth de Danemark (1485-1555), Élisabeth de Danemark (1524-1586) ou Élisabeth de Danemark (1573-1626).
 (juin 2018).
Si vous disposez d'ouvrages ou d'articles de référence ou si vous connaissez des sites web de qualité traitant du thème abordé ici, merci de compléter l'article en donnant les références utiles à sa vérifiabilité et en les liant à la section « Notes et références ».
Élisabeth de Danemark (en danois : Prinsesse Elisabeth), née le 8 mai 1935 à Frederiksberg et morte le 19 juin 2018 au palais Sorgenfri, est une princesse danoise.
Fille du prince héréditaire Knud et de la princesse Caroline-Mathilde de Danemark, c'est un membre de la famille royale de Danemark et une diplomate.

## Biographie

### Famille
La princesse Élisabeth de Danemark voit le jour le 8 mai 1935 à Frederiksberg à Copenhague sur l'île de Seeland au Danemark. Elle est la fille du prince héréditaire Knud de Danemark (1900-1976) et de son épouse et cousine la princesse Caroline-Mathilde de Danemark (1912-1995). Par son père, elle est donc la petite-fille du roi Christian X de Danemark (1870-1947) tandis que, par sa mère, elle a pour grand-père le prince Harald de Danemark (1876-1949). À sa naissance, elle porte le titre de princesse de Danemark et d'Islande.
Élisabeth est l'unique cousine paternelle de la reine Margrethe II. Contrairement à ses frères, qui ont tous conclu des unions morganatiques, elle ne s'est jamais mariée et est donc restée membre de la famille royale de Danemark. Elle a cependant vécu vingt ans avec le roturier Claus Hermansen, de 1977 à 1997. À sa mort, elle occupait le douzième rang dans l'ordre de succession au trône danois.
Élisabeth n'a jamais eu d'enfant. Elle est la marraine de son petit-neveu Theodor Rosanes de Rosenborg, lui-même petit-fils de son frère le comte Christian de Rosenborg.
Après avoir vendu sa maison, elle retourne habiter, à l'été 2014, dans l'un des bâtiments du château de Sorgenfri (propriété de la Couronne et ancienne demeure de ses parents) à Lyngby. C'est là qu'elle est décédée. Ses funérailles ont eu lieu en l'église de Lyngby, en présence de son frère Ingolf, de leurs nièces, de la reine Margrethe de Danemark, de la reine Anne-Marie de Grèce et de la princesse Benedikte de Danemark.

### Carrière diplomatique
La princesse Élisabeth a travaillé au ministère danois des Affaires étrangères de 1956 à 2001. Elle a été en poste à l’ambassade de Danemark à Washington de 1973 à 1976 puis de 1981 à 1985, ainsi qu’à la représentation danoise auprès des Nations unies à Genève de 1989 à 1993.
En plus du danois, la princesse parle couramment français, anglais et allemand.

## Titulature et décorations

### Titres et prédicats
- 8 mai 1935 – 17 juin 1944 : Son Altesse la princesse Élisabeth de Danemark et d'Islande ;
- 17 juin 1944 – 19 juin 2018 : Son Altesse la princesse Élisabeth de Danemark.

### Décorations danoises
La princesse Elisabeth était récipiendaire de l’ordre de l'Éléphant, la plus haute distinction danoise.
- Chevalier de l'ordre de l'Éléphant, le 11 mars 1962.